# Bestune T99
La Bestune T99 è un'autovettura prodotta dalla casa automobilistica cinese First Automobile Works con marchio Bestune dal 2019.

## Profilo e contesto
La vettura è stata anticipata da una concept car presentata al salone di Shanghai nell'aprile 2019 chiamata T2 Concept. Il modello di serie è stato presentato a settembre 2019, con le vendite che sono iniziate in Cina il 1º novembre 2019. Nel listino della Bestune, la vettura si posiziona sopra la Bestune T77.
La T99 è alimentata da un motore a benzina turbo quattro cilindri da due litri con 165 kW (224 CV) di potenza, che viene trasferita alle ruote anteriori attraverso una trasmissione automatica a 8 velocità della Shengrui. Da giugno 2020 è disponibile anche una trasmissione automatica a 6 velocità della Aisin Seiki.